# Djibril Dianessy
Djibril Dianessy (sinh ngày 29 tháng 3 năm 1996) là một cầu thủ bóng đá chuyên nghiệp người Pháp hiện đang chơi ở vị trí tiền vệ cánh.

## Sự nghiệp
Dianessy là người gốc Mali.
Ngày 17 tháng 6 năm 2021, anh gia nhập câu lạc bộ Pau thi đấu ở Ligue 2.
Vào tháng 1 năm 2022, Dianessy đã gặp phải chấn thương đứt dây chằng đầu gối, khiến cho anh phải ngồi ngoài phần còn lại của mùa giải 2022-23. Dianessy nằm trong danh sách thanh lý của Pau vào mùa hè 2022.